# Love Injected
 (срп. Убризгана љубав) сингл је летонске кантауторке Аминате Савадого са којим је представљала Летонију на Песми Евровизије 2015. у Бечу. Представља комбинацију електронике, модерног R&B и минимализма.
Песма је премијерно објављена у дигиталном формату за преузимање 15. јануара 2015. године у трајању од 3 минута. Право да представља Летонију на Песми Евровизије 2015. Амината је остварила захваљујући победи на националном такмичењу Супернова 2015 у организацији Летонске телевизије.
У другом полуфиналу које је одржано 21. маја Амината је заузела високо друго место са освојених 155 поена и на тај начин се квалификовала за финале које је одржано два дана касније. У финалу Летонија је заузела 6. место са 186 поена, што је најбољи пласман за ту земљу на Песми Евровизије још од 2005. године, и четврти најбољи пласман у историји уопште.